# Kathy Hilton
Kathy Hilton (Kathleen Elizabeth Avanzino mais tarde Richards, Whittier, California, 13 de março de 1959) é uma atriz, socialite e estilista americana.
É casada com Richard Hilton, neto de Conrad Hilton o fundador da cadéia de hotéis Hilton. É  mãe de quatro filhos, entre os quais as socialites Paris Hilton e Nicky Hilton.